# 谭向东
谭向东（1967年3月—）是一位中国企业家。

## 生平
毕业于北京财贸学院（今首都经济贸易大学），1999年在美国纽约圣约翰大学获得工商管理硕士学位。曾任海航集团有限公司董事局副董事长、首席执行官。
2021年9月24日，谭向东因涉嫌违法犯罪，被依法采取强制措施。2025年被海口市中级人民法院以背信损害上市公司利益罪、骗取贷款罪、职务侵占罪判处6年有期徒刑。

## 著作
著有《飞机租赁实务》等。